# Lijst van afleveringen van Pieter Post
Dit is een overzicht van afleveringen van de animatieserie Pieter Post. Pieter Post (Engels: Postman Pat) werd voor het eerst uitgezonden op 2 november 1983 door de NCRV. Het eerste seizoen telde 13 afleveringen. De Engelstalige stem van de originele versie van Postman Pat beter bekend in Nederland als Pieter Post werd ingesproken door Ken Barrie. De Nederlandse stem van Pieter Post werd ingesproken door Marnix Kappers. Elke aflevering duurt ongeveer 15 minuten. En de specials duren ongeveer 25 minuten. Later is ook de serie aangepast aan de huidige tijd. 
Het verhaal speelt zich af in in het dorpje Groenbeek (Engels: Greendale). De serie heeft 11 seizoenen. 
De ontbrekende aflevering nummers, dat zijn de specials. De aflevering nummers staan bij de specials. 

## Seizoenen
| Seizoen | Eerste uitzending                    | Afleveringen | Aantal |
| ------- | ------------------------------------ | ------------ | ------ |
| 1       | 16 september 1981 - 9 december 1981  | 1 - 13       | 13     |
| 2       | 3 april 1996 - 26 juni 1996          | 18 - 30      | 13     |
| 3       | 7 september 2004 - 27 september 2004 | 33 - 47      | 13     |
| 4       | 28 september 2004 - 14 oktober 2004  | 48 - 60      | 13     |
| 5       | 27 februari 2005 - 14 maart 2005     | 61 - 73      | 13     |
| 6       | 15 maart 2005 - 1 april 2005         | 74 - 86      | 13     |
| 7       | 9 februari 2006 - 28 februari 2006   | 88 - 101     | 14     |
| 8       | 1 maart 2006 - 20 maart 2006         | 102 - 115    | 14     |
| 9       | 29 maart 2008 - 19 december 2008     | 116 - 141    | 26     |
| 10      | 11 februari 2013 - 20 december 2013  | 142 - 167    | 26     |
| 11      | 21 november 2016 - 29 maart 2017     | 168 - 193    | 26     |

## Afleveringen

### Seizoen 1 (1981)
| Aflevering (Seizoen) | Aflevering (Serie) | Nederlandse titel           | Originele titel                |
| -------------------- | ------------------ | --------------------------- | ------------------------------ |
| 1                    | 1                  | De vermiste pop             | Postman Pat's Finding Day      |
| 2                    | 2                  | De Eksterkip                | Postman Pat And The Magpie Hen |
| 3                    | 3                  | De verjaardagsverrassing    | Postman Pat's Birthday         |
| 4                    | 4                  | Het regent, het regent      | Pat's Rainy Day                |
| 5                    | 5                  | Daar boven loopt een schaap | The Sheep In The Clover Field  |
| 6                    | 6                  | Brief per trekker           | Pat's Tractor Express          |
| 7                    | 7                  | Twee emmertjes water halen  | Pat's Thirsty Day              |
| 8                    | 8                  | Per luchtpost               | Pat's Windy Day                |
| 9                    | 9                  | In de mist                  | Pat's Foggy Day                |
| 10                   | 10                 | Wat een dag                 | Pat's Difficult Day            |
| 11                   | 11                 | Bestelling per slee         | Pat Goes Sledging              |
| 12                   | 12                 | Brieven op glad ijs         | Letters On Ice                 |
| 13                   | 13                 | Op rolletjes                | Pat Takes A Message            |

## Seizoen 2 (1996)
| Aflevering (Seizoen) | Aflevering (Serie) | Nederlandse titel                   | Originele titel                        |
| -------------------- | ------------------ | ----------------------------------- | -------------------------------------- |
| 1                    | 18                 | Een groot gat in de weg             | Postman Pat And The Hole In The Road   |
| 2                    | 19                 | Vreemd harnas                       | Postman Pat And The Suit Of Armour     |
| 3                    | 20                 | Een knoeiboel                       | Postman Pat In A Muddle                |
| 4                    | 21                 | Pieter mist de tentoonstelling      | Postman Pat Misses The Show            |
| 5                    | 22                 | Pieter gaat spoorzoeken             | Postman Pat Follows A Trail            |
| 6                    | 23                 | Pieter woont in het mooiste dorp    | Postman Pat Has The Best Village       |
| 7                    | 24                 | Pieter gaat schilderen              | Postman Pat Paints The Ceiling         |
| 8                    | 25                 | Veel te veel pakketjes              | Postman Pat Has Too Many Parcels       |
| 9                    | 26                 | Een verrassing                      | Postman Pat And The Big Surprise       |
| 10                   | 27                 | De robot                            | Postman Pat And The Robot              |
| 11                   | 28                 | Pieter gaat vliegen                 | Postman Pat Takes Flight               |
| 12                   | 29                 | Het beest van Greendale (Groenbeek) | Postman Pat And The Beast Of Greendale |
| 13                   | 30                 | Verrassingstocht                    | Postman Pat And The Mystery Tour       |

## Seizoen 3 (2004)
| Aflevering (Seizoen) | Aflevering (Serie) | Nederlandse titel            | Originele titel                          |
| -------------------- | ------------------ | ---------------------------- | ---------------------------------------- |
| 1                    | 33                 | Vlieger op hol               | Postman Pat And The Runaway Kite         |
| 2                    | 34                 | De hongerige geit            | Postman Pat And The Hungry Goat          |
| 3                    | 35                 | De ijsmachine                | Postman Pat And The Ice Cream Machine    |
| 4                    | 36                 | De grote ronde van Groenbeek | Postman Pat And The Great Greendale Race |
| 5                    | 38                 | De vlooienmarkt              | Postman Pat And The Jumble Sale          |
| 6                    | 39                 | De goochelaar                | Postman Pat The Magician                 |
| 7                    | 40                 | Vlekken voor je ogen         | Postman Pat And The Spotty Situation     |
| 8                    | 41                 | Groenbeek de movie           | Postman Pat And The Greendale Movie      |
| 9                    | 43                 | Pieter Post wordt voetbalgek | Postman Pat Goes Football Crazy          |
| 10                   | 44                 | Duivenpost                   | Postman Pat's Pigeon Post                |
| 11                   | 45                 | Goed werk                    | Postman Pat And A Job Well Done          |
| 12                   | 46                 | Het groene konijn            | Postman Pat And The Green Rabbit         |
| 13                   | 47                 | De grote vlinders            | Postman Pat And The Big Butterflies      |

## Seizoen 4 (2004)
| Aflevering (Seizoen) | Aflevering (Serie) | Nederlandse titel           | Originele titel                         |
| -------------------- | ------------------ | --------------------------- | --------------------------------------- |
| 1                    | 48                 | Lekker met de trein         | Postman Pat And The Troublesome Train   |
| 2                    | 49                 | De vliegende schotels       | Postman Pat And The Flying Saucers      |
| 3                    | 50                 | Aan de kust                 | Postman Pat At The Seaside              |
| 4                    | 51                 | Banenruildag                | Postman Pat And The Job Swap Day        |
| 5                    | 52                 | Doortje is zoek             | Postman Pat's Disappearing Dotty        |
| 6                    | 53                 | Pieter Post de popster      | Postman Pat's Popstars                  |
| 7                    | 54                 | De grote dinosaurus jacht   | Postman Pat and the Great Dinosaur Hunt |
| 8                    | 55                 | Het enge logeerpartijtje    | Postman Pat And The Spooky Sleepover    |
| 9                    | 56                 | Midzomer markt              | Postman Pat And The Midsummer Market    |
| 10                   | 57                 | De treininspecteur          | Postman Pat And The Train Inspector     |
| 11                   | 58                 | Pieter Post en de ijsladder | Postman Pat And The Ice Ladder          |
| 12                   | 59                 | Raket in nood               | Postman Pat And The Rocket Rescue       |
| 13                   | 60                 | Pieter's tekening           | Postman Pat's Perfect Painting          |

## Seizoen 5 (2005)
| Aflevering (Seizoen) | Aflevering (Serie) | Nederlandse titel      | Originele titel                          |
| -------------------- | ------------------ | ---------------------- | ---------------------------------------- |
| 1                    | 61                 | De grote ballonvlucht  | Postman Pat And The Big Balloon Ride     |
| 2                    | 62                 | Pechdag                | Postman Pat And The Tricky Transport Day |
| 3                    | 63                 | Het verjaardags kado   | Postman Pat And The Surprise Present     |
| 4                    | 64                 | De perfecte pizza      | Postman Pat And The Perfect Pizza        |
| 5                    | 65                 | Het lentefeest         | Postman Pat And The Spring Dance         |
| 6                    | 66                 | Het onweer             | Postman Pat And The Thunderstorm         |
| 7                    | 67                 | Lekker speels          | Postman Pat And The Playful Pets         |
| 8                    | 68                 | De roze pantoffels     | Postman Pat And The Pink Slippers        |
| 9                    | 69                 | Trein op hol           | Postman Pat And The Runaway Train        |
| 10                   | 70                 | De huisdierenshow      | Postman Pat And The Pet Show             |
| 11                   | 71                 | Cowboy Pieter          | Postman Pat's Wild West Rescue           |
| 12                   | 72                 | De verrassingspicknick | Postman Pat's Pot Luck Picnic            |
| 13                   | 73                 | Radio Groenbeek        | Postman Pat's Radio Greendale            |

## Seizoen 6 (2005)
| Aflevering (Seizoen) | Aflevering (Serie) | Nederlandse titel             | Originele titel                         |
| -------------------- | ------------------ | ----------------------------- | --------------------------------------- |
| 1                    | 74                 | De geheime superheld          | Postman Pat The Secret Superhero        |
| 2                    | 75                 | Kamperen                      | Postman Pat Goes Undercover             |
| 3                    | 76                 | Bowlingmaatjes                | Postman Pat And The Bowling Buddies     |
| 4                    | 77                 | Schoolfeest                   | Postman Pat And The Fancy Dress Party   |
| 5                    | 78                 | De wonderlamp                 | Postman Pat And The Magic Lamp          |
| 6                    | 79                 | Schapen schurken              | Postman Pat And The Sneaky Sheep        |
| 7                    | 80                 | Schipbreuk                    | Postman Pat's Island Shipwreck          |
| 8                    | 81                 | De rattenvanger van Groenbeek | Postman Pat's Pied Piper                |
| 9                    | 82                 | De grote vlafliprace          | Postman Pat And The Grand Custard Race  |
| 10                   | 83                 | De ontsnapping                | Postman Pat And The Lucky Escape        |
| 11                   | 84                 | Breek het record              | Postman Pat And The Record Breaking Day |
| 12                   | 85                 | Vermist                       | Postman Pat's Missing Things            |
| 13                   | 86                 | Luchtpost                     | Postman Pat And The Flying Post         |

## Seizoen 7 (2006)
| Aflevering (Seizoen) | Aflevering (Serie) | Nederlandse titel             | Originele titel                           |
| -------------------- | ------------------ | ----------------------------- | ----------------------------------------- |
| 1                    | 88                 | De bollywood dans             | Postman Pat And The Bollywood Dance       |
| 2                    | 89                 | De gestolen aardbeien         | Postman Pat And The Stolen Strawberries   |
| 3                    | 90                 | De pot van goud               | Postman Pat And The Pot of Gold           |
| 4                    | 91                 | De ridders van Groenbeek      | Postman Pat And The Greendale Knights     |
| 5                    | 92                 | Het fantastische feest        | Postman Pat And The Fantastic Feast       |
| 6                    | 93                 | Pieter zit vast               | Postman Pat Gets Stuck                    |
| 7                    | 94                 | De ongelofelijke uitvindingen | Postman Pat And The Incredible Inventions |
| 8                    | 95                 | De zeepkistenrace             | Postman Pat And The Go-Kart Race          |
| 9                    | 96                 | De huisdier reddingsactie     | Postman Pat's Pet Rescue                  |
| 10                   | 97                 | Pony post                     | Postman Pat's Pony Post                   |
| 11                   | 98                 | Pieter op bergavontuur        | Postman Pat's Clifftop Adventure          |
| 12                   | 99                 | De gevonden voorwerpen        | Postman Pat And The Lost Property         |
| 13                   | 100                | De pratende kat               | Postman Pat And The Talking Cat           |
| 14                   | 101                | Het egeltjeshuis              | Postman Pat And The Hedgehog Hideaway     |

## Seizoen 8 (2006)
| Aflevering (Seizoen) | Aflevering (Serie) | Nederlandse titel         | Originele titel                       |
| -------------------- | ------------------ | ------------------------- | ------------------------------------- |
| 1                    | 102                | Pieter geeft nooit op     | Postman Pat Never Gives Up            |
| 2                    | 103                | De dubbele vermommingen   | Postman Pat And The Double Disguise   |
| 3                    | 104                | De kattencatastrofe       | Postman Pat's Cat Calamity            |
| 4                    | 105                | De populaire politieagent | Postman Pat And The Popular Policeman |
| 5                    | 106                | Het lawaaiorkest          | Postman Pat's Noisy Day               |
| 6                    | 107                | De verdwenen beer         | Postman Pat And The Disappearing Bear |
| 7                    | 108                | De kribbige koeien        | Postman Pat And The Cranky Cows       |
| 8                    | 109                | Pieter op boottocht       | Postman Pat's Big Boat Adventure      |
| 9                    | 110                | Pieter zoekt een hobby    | Postman Pat's Holiday Hobbies         |
| 10                   | 111                | De bokkige pony           | Postman Pat And The Grumpy Pony       |
| 11                   | 112                | De hardloopwedstrijd      | Postman Pat's Fun Run                 |
| 12                   | 113                | De geheime missie         | Postman Pat's Spy Mission             |
| 13                   | 114                | Pieter op glad ijs        | Postman Pat's Ice'Capade              |
| 14                   | 115                | Kerst in Groenbeek        | Postman Pat's Christmas Eve           |

## Seizoen 9 (2008) Pieter Post - Afdeling Speciale Pakketjes
- Seizoen 1 t/m 8 worden ook wel de Klassieke afleveringen genoemd om de afleveringen, Afdeling Speciale Pakketjes, te onderscheiden. Vanaf Seizoen 9 worden de afleveringen, Pieter Post - Afdeling Speciale Pakketjes (Postman Pat - Special Delivery Service - SDS), genoemd.

| Aflevering (Seizoen) | Aflevering (Serie) | Nederlandse titel      | Originele titel               |
| -------------------- | ------------------ | ---------------------- | ----------------------------- |
| 1                    | 116                | De ontsnapte koe       | A Runaway Cow                 |
| 2                    | 117                | De wigwam              | A Teepee                      |
| 3                    | 118                | Een windgenerator      | A Wind Machine                |
| 4                    | 119                | Geflipte robots        | Crazy Robots                  |
| 5                    | 120                | Grote ballonnen        | Big Balloons                  |
| 6                    | 121                | Een springkasteel      | A Bouncy Castle               |
| 7                    | 122                | Sjakie's telescoop     | Charlie's Telescope           |
| 8                    | 123                | Fruit vleermuizen      | Fruit Bats                    |
| 9                    | 124                | Kostbare eieren        | Precious Eggs                 |
| 10                   | 125                | Ondeugende snoesje     | Naughty Pumpkin               |
| 11                   | 126                | Filmfeest              | A Movie Feast                 |
| 12                   | 127                | Snelle auto            | A Speedy Car                  |
| 13                   | 128                | Een zware piano        | A Wobbly Piano                |
| 14                   | 129                | Glibberige ijsblok     | A Slippery Ice Cube           |
| 15                   | 130                | Magisch juweel         | A Magic Jewel                 |
| 16                   | 131                | Een Teddybeer          | A Teddy                       |
| 17                   | 132                | De supermagneet        | Super Magnet                  |
| 18                   | 133                | Een boomhut            | Treehouse                     |
| 19                   | 134                | Groen konijn           | Green Rabbit                  |
| 20                   | 135                | Een verrassing         | A Surprise                    |
| 21                   | 136                | Bennie de papegaai     | Bernie the Parrot             |
| 22                   | 137                | De rode raket          | Red Rocket                    |
| 23                   | 138                | Een discomachine       | Disco Machine                 |
| 24                   | 139                | Een reuzetaart         | Giant Cake                    |
| 25                   | 140                | Schaatsen              | Ice Skates                    |
| 26                   | 141                | De vliegende Kerstkous | The Flying Christmas Stocking |

## Seizoen 10 (2013) Pieter Post - Afdeling Speciale Pakketjes
| Aflevering (Seizoen) | Aflevering (Serie) | Nederlandse titel          | Originele titel                |
| -------------------- | ------------------ | -------------------------- | ------------------------------ |
| 1                    | 142                | Cowboy Colin               | Cowboy Colin                   |
| 2                    | 143                | De grote bobbel            | Big Bob Bell                   |
| 3                    | 144                | Het brutale schaap         | The Cheeky Sheep               |
| 4                    | 145                | De metaaldetector          | The Metal Detector             |
| 5                    | 146                | Het gekke servies          | The Crazy Crockery             |
| 6                    | 147                | Op hol geslaagde bijen     | The Runaway Bees               |
| 7                    | 148                | De identieke katten        | The Identical Cats             |
| 8                    | 149                | Het stationsraam           | The Station Window             |
| 9                    | 150                | De beeldenroute            | The Sculpture Trail            |
| 10                   | 151                | Meera's Gekko              | Meera's Gecko                  |
| 11                   | 152                | Dreunende doedelzak        | The Booming Bagpipes           |
| 12                   | 153                | Vogelverschrikker          | The Scarecrow                  |
| 13                   | 154                | Kust Special               | The Seaside Special            |
| 14                   | 155                | Chinese Draak              | The Chinese Dragon             |
| 15                   | 156                | Karaoke nacht              | The Karaoke Night              |
| 16                   | 157                | Didgeridoo                 | The Didgeridoo                 |
| 17                   | 158                | Verbazende Weermachine     | The Amazing Weather Machine    |
| 18                   | 159                | Super Skateboard Sizzle    | The Super Skateboard Sizzle    |
| 19                   | 160                | Rubber eend race           | The Rubber Duck Race           |
| 20                   | 161                | Kleverige situatie         | The Sticky Situation           |
| 21                   | 162                | Lastige speurder           | The Tricky Tracker             |
| 22                   | 163                | Groenbeek Ukelele Big Band | The Greendale Ukulele Big Band |
| 23                   | 164                | Enorme boom                | The Tremendous Tree            |
| 24                   | 165                | Grote Groenbeek website    | The Great Greendale Website    |
| 25                   | 166                | De knipperende lichtjes    | The Twinkly Lights             |
| 26                   | 167                | Panto kerst paard          | The Christmas Panto Horse      |

## Seizoen 11 (2016-2017) Pieter Post - Afdeling Speciale Pakketjes
| Aflevering (Seizoen) | Aflevering (Serie) | Nederlandse titel            | Originele titel                           |
| -------------------- | ------------------ | ---------------------------- | ----------------------------------------- |
| 1                    | 168                | De stoommachine              | Postman Pat and the Cornish Caper         |
| 2                    | 169                | De grote pompoen             | Postman Pat and the Giant Pumpkin         |
| 3                    | 170                | De vliegende haai            | Postman Pat and the Flying Shark          |
| 4                    | 171                | De blauwe lichtflits         | Postman Pat and the Blue Flash            |
| 5                    | 172                | Het pannenkoekenfeest        | Postman Pat's Pancake Party               |
| 6                    | 173                | De afstandsbediening         | Postman Pat and the Runway Remote         |
| 7                    | 174                | De tokkelbaan                | Postman Pat and the Zooming zipwire       |
| 8                    | 175                | De Superjetlaarzen           | Postman Pat and the Super Jet Boots       |
| 9                    | 176                | De Eco-Iglo                  | Postman Pat and the Eco Iglo              |
| 10                   | 177                | De schapenverf               | Postman Pat and the Painted Sheep         |
| 11                   | 178                | Het lentelammetje            | Postman Pat and the Spring Lamb           |
| 12                   | 179                | De wollige rollers           | Postman Pat and the Reckless Rollers      |
| 13                   | 180                | De kampeerchaos              | Postman Pat's Camping Chaos               |
| 14                   | 181                | Het harnas van de Koning     | Postman Pat and the King's Armour         |
| 15                   | 182                | De vuurtorenlamp             | Postman Pat and the Bouncing Bulb         |
| 16                   | 183                | De verdwaalde postduif       | Postman Pat and the Lost Pigeon           |
| 17                   | 184                | Het bad op wielen            | Postman Pat and the Runaway Bath          |
| 18                   | 185                | Het monster van Loch Ness    | Postman Pat and the Loch Ness Monster     |
| 19                   | 186                | De geknipte nagels           | Postman Pat and the Clippy Claws          |
| 20                   | 187                | De sorteermachine            | Postman Pat and the Sorting Machine       |
| 21                   | 188                | De stormachtige verjaardag   | Postman Pat and the Stormy Birthday       |
| 22                   | 189                | De Winterspelen              | Postman Pat and the Winter Games          |
| 23                   | 190                | Het Rodeopaard               | Postman Pat and the Bucking Bronco        |
| 24                   | 191                | Pieter Post redt een popster | Postman Pat's Pop Star Rescue             |
| 25                   | 192                | De vip                       | Postman Pat and the Very Important Person |
| 26                   | 193                | Het ruimtepak                | Postman Pat and the Space Suit            |

## Specials
- Het is onbekend of de vier klassieke specials, Pieter neemt de bus, Pieter en de speelgoedsoldaatjes van de Majoor, Pieter en de tuba, Pieter en de Barometer, in Nederland zijn uitgezonden.

| Special    | Aflevering | Nederlandse titel                              | Originele titel                      | Uitzenddatum      |
| ---------- | ---------- | ---------------------------------------------- | ------------------------------------ | ----------------- |
| Special 3  | 14         | Pieter neemt de bus                            | Postman Pat Takes The Bus            | 25 december 1991  |
| Special 4  | 15         | Pieter en de speelgoedsoldaatjes van de Majoor | Postman Pat And The Toy Soldiers     | 26 december 1991  |
| Special 5  | 16         | Pieter en de tuba                              | Postman Pat And The Tuba             | 29 mei 1994       |
| Special 6  | 17         | Pieter en de Barometer                         | Postman Pat And The Barometer        | 9 september 1994  |
| Special 8  | 31         | De Groenbeek Raket                             | Postman Pat And The Greendale Rocket | 6 september 2003  |
| Special 9  | 32         | Een Magische Kerst                             | Postman Pat's Magic Christmas        | 25 december 2003  |
| Special 10 | 37         | Het circus                                     | Postman Pat Clowns Around            | 13 september 2004 |
| Special 11 | 42         | De Piraten                                     | Postman Pat's Pirate Treasure        | 20 september 2004 |
| Special 12 | 87         | De grote verjaardagsverrassing                 | Postman Pat's Great Big Birthday     | 2 april 2005      |

## Overige specials
- Van de originele Engelse versie waren er drie Engelse educatieve specials op vhs en op dvd uitgebracht. Waarschijnlijk was dit gericht voor Britse lerende kinderen. Van deze drie specials zijn geen Nederlandse versies uitgebracht of uitgezonden.

| Special   | Originele titel             | Uitzenddatum     |
| --------- | --------------------------- | ---------------- |
| Special 1 | Postman Pat's ABC           | 10 oktober 1990  |
| Special 2 | Postman Pat's 123           | 20 oktober 1990  |
| Special 7 | Read Along With Postman Pat | 4 september 1994 |